# Tom Van Grieken
Tom Van Grieken, né le 7 octobre 1986 à Anvers, est un homme politique belge. Il est président du parti indépendantiste, nationaliste et d'extrême-droite Vlaams Belang depuis 2014.

## Biographie
Tom Van Grieken est né à Anvers d'un père gendarme et d'une mère buraliste. Il est titulaire d'un diplôme en management de la communication de la Haute école Plantijn (nl) d'Anvers, et a travaillé dans la publicité.

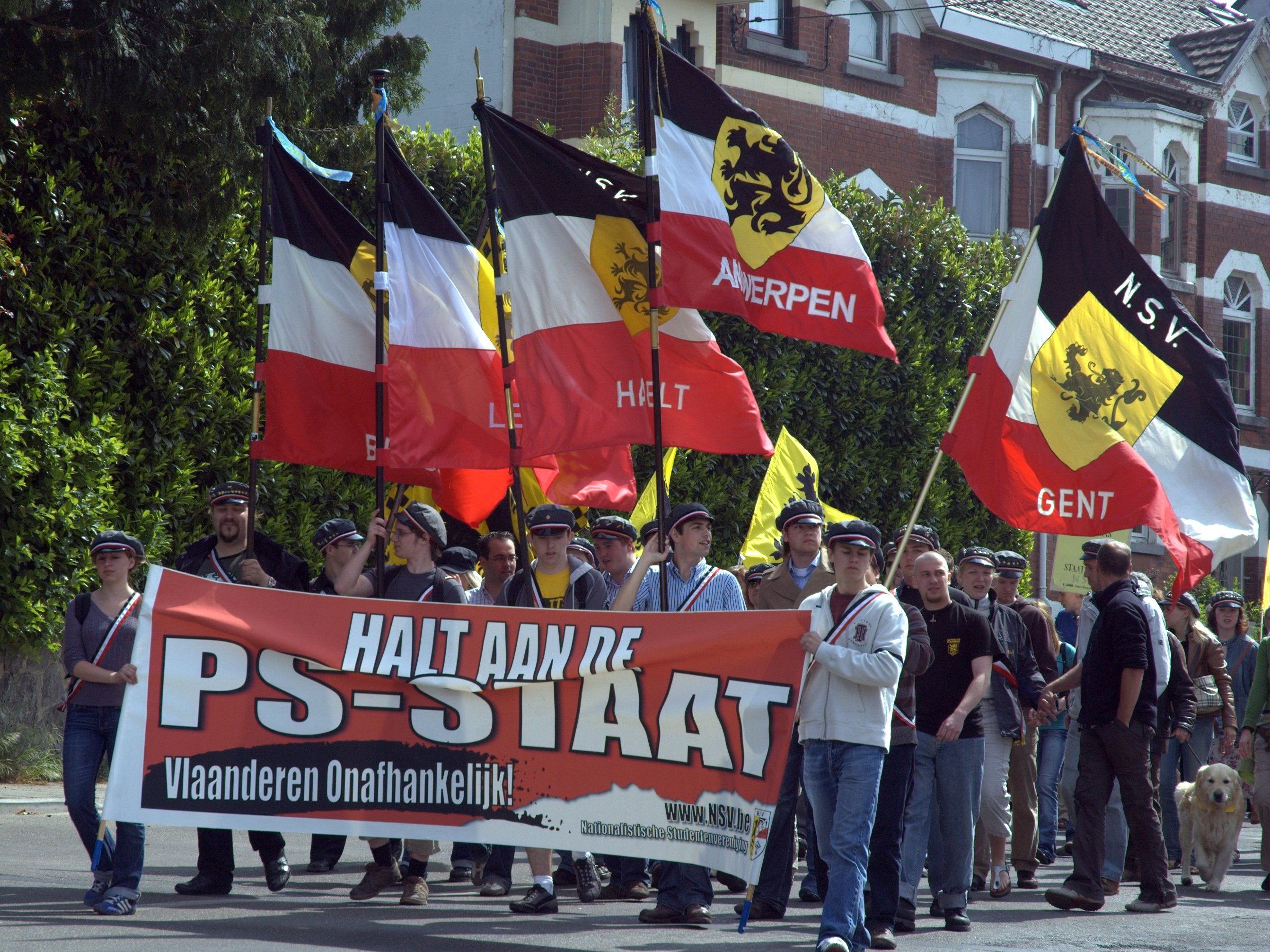
Tom Van Grieken lors d'une manifestation du groupe étudiant d'extrême-droite NSV pour l'indépendance de la Flandre, le 6 mai 2007.

Membre du Vlaams Blok, puis Vlaams Belang, depuis 2003, il est actif dans les organisations étudiantes flamingantes, le Nationalistisch JongStudentenVerbond (nl) et le Nationalistische Studentenvereniging, pour lequel il est président jusqu'au 11 juillet 2011. Il est élu président dans l'organisation de jeunesse du Vlaams Belang (VBJ) le 25 mars 2012 et se fait remarquer pour ses provocations. Il apporte notamment des saucisses au porc à un barbecue halal organisé dans une école secondaire à Schoten en juin 2012,.
Il se présente à la tête du Vlaams Belang en septembre 2014, soutenu par 86 % du bureau du parti et est élu, seul candidat, le 19 octobre 2014, par 93 % des voix, âgé seulement de 28 ans, un record de jeunesse pour un président de parti belge,.
Alors que tous les sondages entre les élections de 2019 et octobre 2020 donnent le Vlaams Belang premier parti de Flandre, les médias mettent en avant pour expliquer cette popularité la stratégie du parti d'utiliser les réseaux sociaux pour contourner les médias traditionnels, Tom Van Grieken serait ainsi l'homme politique belge le plus populaire sur Facebook (plus de 500 000 « j'aime ») loin devant tous les autres responsables politiques de Belgique.

## Fonctions politiques
- Conseiller communal de Mortsel de 2007 à 2019.
- Conseiller communal de Schoten depuis 2019.
- Député flamand du 25 mai 2014 au 22 mai 2019.
- Député fédéral depuis le 20 juin 2019.

## Résultats électoraux

### Parlement flamand
| Année | Circonscription | Voix  | Élu |
| ----- | --------------- | ----- | --- |
| 2014  | Anvers          | 5 184 | Oui |

### Chambre des représentants
| Année | Circonscription | Voix    | Élu |
| ----- | --------------- | ------- | --- |
| 2019  | Anvers          | 122 232 | Oui |

### Élections communales
| Année | Commune | Voix  | Élu |
| ----- | ------- | ----- | --- |
| 2006  | Mortsel | 212   | Oui |
| 2012  | Mortsel | 209   | Oui |
| 2018  | Schoten | 3 267 | Oui |